# Бессам
Шейх эль-Халиль Мулай Ахмед  (араб. شيخ مولاي أحمد‎; родился 4 декабря 1987, Зуэрат), более известный как Бесса́м (фр. Bessam) — мавританский футболист, нападающий. В настоящее время выступает за клуб «Нуадибу». Лучший бомбардир в истории национальной сборной Мавритании.

## Клубная карьера
Начал футбольную карьеру в мавританском клубе «Ксар». В мае 2014 года подписал двухлетний контракт с алжирском клубом «Кабилия».
В дальнейшем выступал за алжирский клуб «Константина», ливанский «Аль-Ансар», ливийский «Аль-Ахли», мавританский «Нуадибу», тунисский «Габес» и саудовский «Аль-Халидж».

## Карьера в сборной
С 2013 года выступает национальную сборную Мавритании. Помог сборной квалифицироваться на Чемпионат африканских наций 2014 года в ЮАР.

### Голы за сборную
Голы сборной Мавритании указаны первыми.
| Гол | Дата            | Стадион                                    | Соперник    | Счёт | Результат | Турнир                                               |
| --- | --------------- | ------------------------------------------ | ----------- | ---- | --------- | ---------------------------------------------------- |
| 1   | 20 июля 2013    | «Олимпийский стадион», Нуакшот, Мавритания | Сенегал     | 1:0  | 2:0       | Отборочные матчи к Чемпионату африканских наций 2014 |
| 2   | 5 января 2014   | «Такс», Претория, ЮАР                      | Мозамбик    | ?    | 3:2       | Товарищеский матч                                    |
| 3   | 5 января 2014   | «Такс», Претория, ЮАР                      | Мозамбик    | ?    | 3:2       | Товарищеский матч                                    |
| 4   | 22 января 2014  | «Фри Стейт», Блумфонтейн, ЮАР              | Габон       | 1:0  | 2:4       | Чемпионат африканских наций 2014                     |
| 5   | 22 января 2014  | «Фри Стейт», Блумфонтейн, ЮАР              | Габон       | 2:1  | 2:4       | Чемпионат африканских наций 2014                     |
| 6   | 20 апреля 2014  | «Стадион Георга V», Курепипе, Маврикий     | Маврикий    | 2:0  | 2:0       | Отборочные матчи к Кубку африканских наций 2015      |
| 7   | 5 сентября 2015 | «Олимпийский стадион», Нуакшот, Мавритания | ЮАР         | 3:1  | 3:1       | Отборочные матчи к Кубку африканских наций 2017      |
| 8   | 13 октября 2015 | «Олимпийский стадион», Нуакшот, Мавритания | Южный Судан | 1:0  | 4:0       | Отборочные матчи к чемпионату мира 2018              |
| 9   | 17 ноября 2015  | «Олимпийский стадион», Радес, Тунис        | Тунис       | 1:1  | 1:2       | Отборочные матчи к чемпионату мира 2018              |
| 10  | 25 марта 2016   | «Олимпийский стадион», Нуакшот, Мавритания | Гамбия      | 1:0  | 2:1       | Отборочные матчи к Кубку африканских наций 2017      |
| 11  | 25 марта 2016   | «Олимпийский стадион», Нуакшот, Мавритания | Гамбия      | 2:1  | 2:1       | Отборочные матчи к Кубку африканских наций 2017      |
| 12  | 24 марта 2017   | «Олимпийский стадион», Нуакшот, Мавритания | Бенин       | 1:0  | 1:0       | Товарищеский матч                                    |
| 13  | 13 ноября 2021  | «Ахмед бин Али», Эр-Райян, Катар           | Тунис       | 1:3  | 1:5       | Кубок арабских наций по футболу 2021                 |